# Luxemburgischer Eishockeypokal 2006/07
Die Saison 2006/07 war die elfte Austragung des luxemburgischen Eishockeypokals, des luxemburgischen Eishockeypokalwettbewerbs. Pokalsieger wurde zum insgesamt sechsten Mal in der Vereinsgeschichte Tornado Luxembourg.

## Modus
In einer gemeinsamen Gruppenphase absolvierten die vier Mannschaften jeweils drei Spiele. Der Erstplatzierte der Gruppenphase wurde Meister. Für einen Sieg erhielt jede Mannschaft zwei Punkte, bei einem Unentschieden gab es ein Punkt und bei einer Niederlage null Punkte.

## Tabelle
|    | Klub               | Sp | S | U | N | Tore  | Punkte |
| -- | ------------------ | -- | - | - | - | ----- | ------ |
| 1. | Tornado Luxembourg | 3  | 3 | 0 | 0 | 35:7  | 6      |
| 2. | Puckers Luxembourg | 3  | 2 | 0 | 1 | 13:17 | 4      |
| 3. | Huskies Luxembourg | 3  | 1 | 0 | 2 | 25:16 | 2      |
| 4. | IHC Beaufort       | 3  | 0 | 0 | 3 | 5:38  | 0      |

Sp = Spiele, S = Siege, U = Unentschieden, N = Niederlagen